# Измамниците (филм, 1959)
Вижте пояснителната страница за други значения на Измамниците.
„Измамниците“ (на италиански: I Magliari) е комедийна драма от 1959 година на режисьора Франческо Рози с участието на Алберто Сорди, Белинда Лий и Ренато Салватори. Филмът е копродукция на Италия и Франция. През 2008 година е включен в списъка на „100-те италиански филма за спасяване“.

## Сюжет
Фернандо Малюло (Алберто Сорди), по прякор „Тотоно“, е лидер на банда италиански работници, които от години са в Западна Германия. Те се занимават със закупуване на дрехи втора употреба, които препродават на клиенти като луксозни нови такива. Когато Марио (Ренато Салватори), който работи като миньор в Хановер, губи работата си, той се присъединява към бандата на Тотоно. Това, което правят, е нечестно и незаконно, и клиентите им скоро разкриват измамата. Това принуждава Тотоно и бандата да заминат за Хамбург, където да продължат да се занимават с измамната си дейност, но там се натъкват на група поляци, които правят същото и са завзели пазара.

## В ролите
| Изпълнител       | Роля                     |
| ---------------- | ------------------------ |
| Алберто Сорди    | Фернандо (Тотоно) Малюло |
| Белинда Лий      | Паула Майер              |
| Ренато Салватори | Марио Балдучи            |
| Нино Винджели    | Винченцо                 |
| Алдо Гюфре       | Армандо                  |
| Алдо Буфи Ланди  | Родолфо Валентино        |

## Награди и номинации
- Награда Сребърна лента на „Италианския национален синдикат на филмовите журналисти“ за най-добра операторска работа в черно-бял филм на Джани Ди Венанцо от 1960 година.
- Специално упоменаване от Международния кинофестивал в Сан Себастиян, Испания през 1960 година.
- Номинация за Сребърна лента на „Италианския национален синдикат на филмовите журналисти“ за най-добра музика на Пиеро Пикиони от 1960 година.[2]